# آرم القابضة
شركة إيه آر إم القابضة (بالإنجليزية: Arm)‏ هي شركة بريطانية متعددة الجنسيات تقوم بصناعة أشباه الموصلات وتصميم أدوات تطوير البرمجيات، مقرها في كامبريدج، إنجلترا. عملها الرئيسي هو تصميم المعالجات الدقيقة.

## وصلات خارجية
- الموقع الرسمي